# Zam (departamento)
Zam é um departamento ou comuna da província de Ganzourgou no Burkina Faso. A sua capital é a cidade de Zam.
Em 1 de julho de 2018 tinha uma população estimada em 55390 habitantes.